# Pierre à feu (outil)
 (avril 2012).

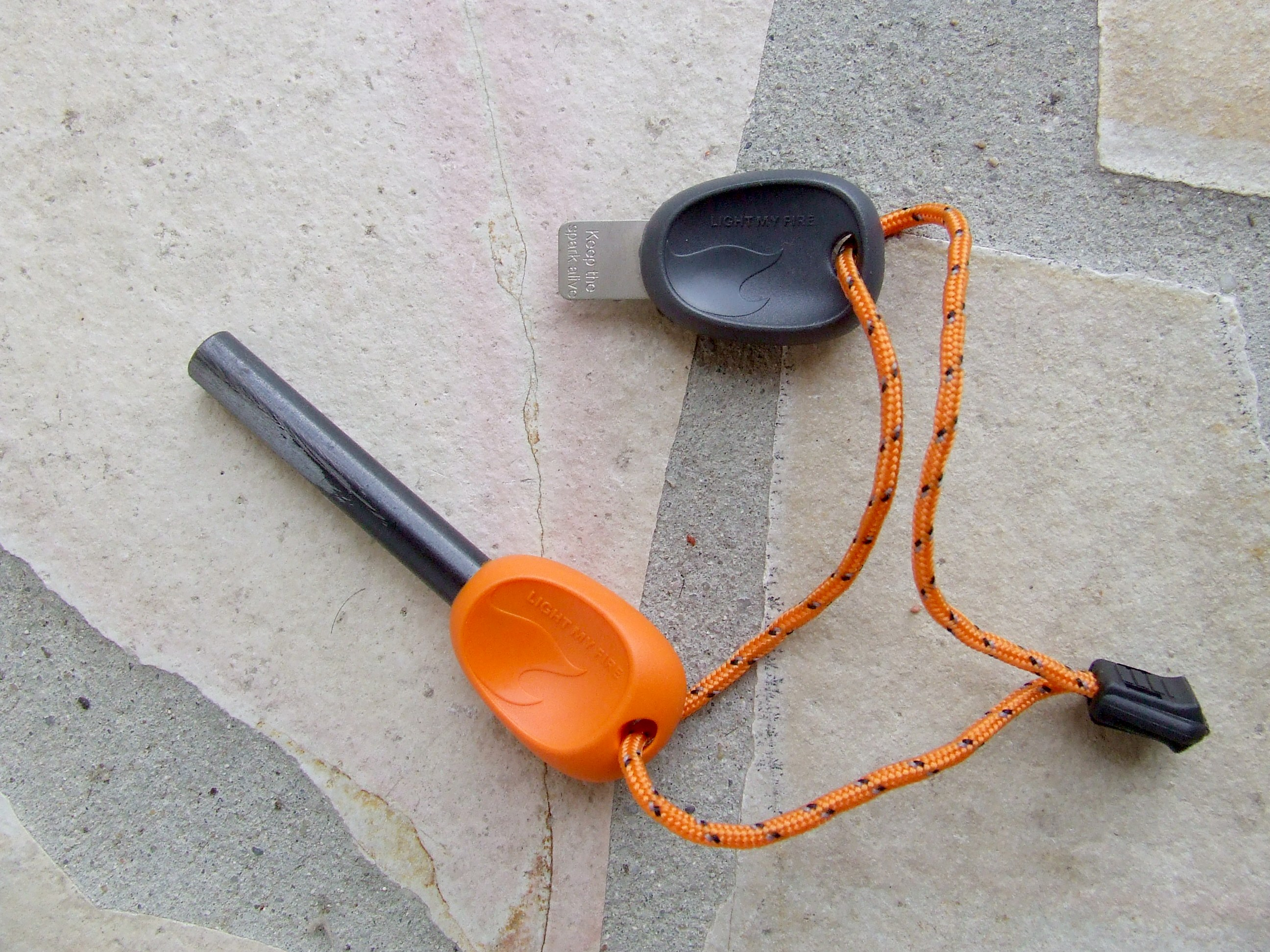
Firesteel modèle Army, avec son grattoir.

Une pierre à feu est une barre de ferrocérium produisant une gerbe d'étincelle lorsqu'elle est grattée avec une lame en acier.
Le modèle Firesteel, développé par le ministère de la défense suédois, produit des étincelles qui s'élèvent à une température voisine de 3 000 °C, ce qui permet d'enflammer divers matériaux tels que le coton, le bois gras et des herbes sèches, afin d'allumer un feu de camp.
Ce type d'outil, dont l'utilisation est une des techniques de bushcraft à maîtriser, est utilisé dans divers loisirs ou sports de pleine nature. En dehors du bushcraft stricto sensu il est ainsi fréquemment mis en avant dans les publications écrites ou vidéos aux sports extrêmes en milieu sauvage comme l'ultra-trail. Il fait également partie du matériel considéré comme minimal par nombre de survivalistes.